# L'Ariatella
L'Ariatella (chiamata anche Lariatella) è una canzone napoletana del 1856, il testo è di Mariano Paolella e la musica di Luigi Biscardi. La canzone è stata cantata, tra gli altri, da Joseph Schmidt, nel 1932.

## Testo
Di seguito viene riportata la seconda strofa::